# Aloysius Atuegbu
Aloysius Atuegbu (29 aprile 1953 – 25 maggio 2008) è stato un calciatore nigeriano, di ruolo attaccante.

## Carriera
Vinse la Coppa d'Africa con la Nazionale nigeriana nel 1980.

## Palmarès

### Nazionale
- Coppa d'Africa: 1

Nigeria 1980